# فهرست قنات‌های شهرستان بوانات
جدول زیر بر اساس آمار وزارت جهاد کشاورزی تهیه شده‌است. فهرست زیر برخی قنات‌های شهرستان بوانات در استان فارس را نشان می‌دهد و بیشترین تعداد قنوات فارس در بوانات قرار دارد در حال حاضر بر اساس تقسیمات کشوری بخش های ریادی از این شهرستان شامل کرخنگان، ترکان، هرابرجان، برزگر،خوانسار توتک، چاهک . مناطق تابعه در اختیار استان یزد قرار گرفته است و از تعداد زیادی از این قنوات که بالغ بر 500 حلقه قنات است در زیر نام برده نشده است.
| نام قنات             | موقعیت                    | نزدیک‌ترین روستا   | طول قنات (متر) | تعداد میله چاه | عمق مادر چاه | دبی (لیتر بر ثانیه) | سطح زیر کشت (هکتار) |
| -------------------- | ------------------------- | ----------------- | -------------- | -------------- | ------------ | ------------------- | ------------------- |
| ابونصر               | بخش سرچهان شهرستان بوانات | ابونصر            | ۳۰۰۰           | ۱۲۰            | ۲۲           | ۱۰۰                 | ۲۰۰                 |
| اسبه                 | بخش سرچهان شهرستان بوانات | ده زیارت          | ۱۵۰۰           | ۴۰             | ۲۰           | ۱۰۰                 | ۱۵۰                 |
| اسماعیل‌آباد          | بخش سرچهان شهرستان بوانات | اسماعیل‌آباد       | ۱۵۰۰           | ۲۰             | ۶            | ۴۰                  | ۵۰                  |
| امازاده              | بخش سرچهان شهرستان بوانات | ده زیارت          | ۱۰۰۰           | ۳۰             | ۲۰           | ۷۰                  | ۱۰۰                 |
| اهلاکو               | بخش سرچهان شهرستان بوانات | اهل کوه           | ۱۵۰۰           | ۶۵             | ۳۰           | ۱۲۰                 | ۶۵                  |
| باد مگان             | بخش سرچهان شهرستان بوانات | کره أی            | ۱۰۰۰           | ۴۰             | ۵            | ۱۵۰                 | ۵۰۰                 |
| باغ جعفر             | بخش سرچهان شهرستان بوانات | باغ جعفر          | ۷۰۰            | ۶۰             | ۲۵           | ۸۰                  | ۵۰                  |
| باغ حیدر             | بخش سرچهان شهرستان بوانات | صادق‌آباد          | ۴۰۰            | ۷۰             | ۱۵           | ۲۰                  | ۵۰                  |
| باغ سفلی             | بخش سرچهان شهرستان بوانات | گودحسن            | ۳۰             | ۵              | ۳            | ۱۰                  | ۴۰                  |
| باقری                | بخش سرچهان شهرستان بوانات | حسین‌آباد          | ۲۵۰            | ۲۵             | ۱۰           | ۰                   | ۱۵۰                 |
| بروان سفلی           | بخش سرچهان شهرستان بوانات | مروشکان           | ۵۰۰            | ۶              | ۵            | ۱۰۰                 | ۱۸۰                 |
| بروان علیا           | بخش سرچهان شهرستان بوانات | مروشکان           | ۷۰۰            | ۵۰             | ۱۲           | ۲۰                  | ۱۵۰                 |
| بلیجون               | بخش سرچهان شهرستان بوانات | ده زیارت          | ۰              | ۰              | ۰            | ۰                   | ۰                   |
| بیدحمام              | بخش سرچهان شهرستان بوانات | گره خنک           | ۱۲۰۰           | ۶۰             | ۱۳           | ۱۵                  | ۱۰۰                 |
| بیدسرا               | بخش سرچهان شهرستان بوانات | شابند             | ۳۰۰۰           | ۱۵             | ۱۲           | ۰                   | ۴۰                  |
| بیدسوخته             | بخش سرچهان شهرستان بوانات | گزخنک             | ۱۰۰            | ۵۰             | ۱۲           | ۲۵                  | ۱۵۰                 |
| بیدکج                | بخش سرچهان شهرستان بوانات | روستا نامعلوم     | ۵۰۰            | ۱۵             | ۲۰           | ۵۰                  | ۳۰                  |
| توجردی               | بخش سرچهان شهرستان بوانات | مروشکان           | ۵۰۰            | ۴۰             | ۱۲           | ۲۵۰                 | ۲۲۰                 |
| جاوید علیا           | بخش سرچهان شهرستان بوانات | گودحسن            | ۱۵۰۰           | ۶۰             | ۷            | ۳۰                  | ۱۰۰                 |
| جمال‌آباد             | بخش سرچهان شهرستان بوانات | جمال‌آباد          | ۴۰۰۰           | ۱۴۰            | ۹            | ۰                   | ۲۵۰                 |
| خرمه أی              | بخش سرچهان شهرستان بوانات | گودحسن            | ۷۰۰            | ۳۰             | ۶            | ۳                   | ۵۰                  |
| خفتویه               | بخش سرچهان شهرستان بوانات | ابراهیم‌آباد       | ۲۰۰۰           | ۸۰             | ۴۵           | ۱۵۰                 | ۳۰۰                 |
| خوری                 | بخش سرچهان شهرستان بوانات | گودحسن            | ۱۰۰۰           | ۱۰۰            | ۸            | ۱۰                  | ۱۰۰                 |
| خیرآباد              | بخش سرچهان شهرستان بوانات | قنات ابراهیم      | ۲۵۰۰           | ۸۰             | ۳۵           | ۶۰                  | ۱۰۰                 |
| دره کهکم             | بخش سرچهان شهرستان بوانات | دفر               | ۱۰۰۰           | ۰              | ۱۵           | ۳                   | ۶۰                  |
| دوره قلعه            | بخش سرچهان شهرستان بوانات | دفر               | ۲۰۰۰           | ۴۵             | ۱۸           | ۳                   | ۶۰                  |
| دوست‌آباد             | بخش سرچهان شهرستان بوانات | دوست‌آباد          | ۲۰۰۰           | ۱۰۰            | ۴۰           | ۱۴۰                 | ۵۰۰                 |
| دوسر                 | بخش سرچهان شهرستان بوانات | گزخنک             | ۱۰۰۰           | ۶۰             | ۱۴           | ۸                   | ۴۰                  |
| دوشاخو               | بخش سرچهان شهرستان بوانات | گودحسن            | ۴۰             | ۴              | ۳            | ۱                   | ۲۵                  |
| رضاکو                | بخش سرچهان شهرستان بوانات | توجردی            | ۱۴۰۰           | ۱۵             | ۱۰           | ۲۰۰                 | ۶۰۰                 |
| سخیو                 | بخش سرچهان شهرستان بوانات | کویان             | ۳۵۰            | ۲۳             | ۳۰           | ۰                   | ۳۰                  |
| سفیداردک             | بخش سرچهان شهرستان بوانات | صادق‌آباد          | ۵۰۰            | ۵۰             | ۲۵           | ۰                   | ۱۵۰                 |
| سفیدراه              | بخش سرچهان شهرستان بوانات | مروشکان           | ۱۵۰۰           | ۵۰             | ۱۵           | ۱۰                  | ۳۰۰                 |
| سفیو                 | بخش سرچهان شهرستان بوانات | دفر               | ۱۵۰۰           | ۴۰             | ۱۵           | ۵                   | ۶۰                  |
| سلطان‌آباد            | بخش سرچهان شهرستان بوانات | سلطان‌آباد         | ۱۳۰۰           | ۹۰             | ۱۸           | ۱۵۰                 | ۱۱۰                 |
| سلمه                 | بخش سرچهان شهرستان بوانات | حسامی             | ۲۷۰۰           | ۱۲۰            | ۲۴           | ۱۷۰                 | ۵۶۰                 |
| سه شاخه              | بخش سرچهان شهرستان بوانات | گزخنک             | ۶۰۰            | ۵۰             | ۸            | ۰                   | ۱۰۰                 |
| سوسن (سسن)           | بخش سرچهان شهرستان بوانات | مروشکان           | ۴۰۰            | ۲۵             | ۱۰           | ۰                   | ۱۵۰                 |
| سیاهو                | بخش سرچهان شهرستان بوانات | سیاهو             | ۲۵۰۰           | ۱۳۰            | ۳۰           | ۴۰                  | ۶۰۰                 |
| شاهزاده ابوالقاسم    | بخش سرچهان شهرستان بوانات | شاهزاده ابوالقاسم | ۱۰۰            | ۵              | ۱۰           | ۶                   | ۶۰                  |
| شوریچه               | بخش سرچهان شهرستان بوانات | چنارزاهدان        | ۲۰۰۰           | ۱۰۰            | ۲۵           | ۲۰                  | ۱۰                  |
| صادق‌آباد             | بخش سرچهان شهرستان بوانات | صادق‌آباد          | ۱۰۰            | ۵۰             | ۲۶           | ۲۲                  | ۰                   |
| صوروپوک              | بخش سرچهان شهرستان بوانات | دفر               | ۱۵۰۰           | ۳۵             | ۲۰           | ۰                   | ۶۰                  |
| علی قاسمی            | بخش سرچهان شهرستان بوانات | گزخنگ             | ۷۰۰            | ۴۰             | ۸            | ۱۰                  | ۸۰                  |
| علی‌آباد              | بخش سرچهان شهرستان بوانات | اسماعیل‌آباد       | ۷۰۰            | ۸۰             | ۲۵           | ۱۸                  | ۴۵                  |
| علی‌آباد              | بخش سرچهان شهرستان بوانات | ابوتربه           | ۵۰۰            | ۴۰             | ۲۰           | ۲۰                  | ۳۶                  |
| علی‌آباد              | بخش سرچهان شهرستان بوانات | حسامی             | ۳۵۰۰           | ۲۰۰            | ۲۲           | ۵۰                  | ۵۵۰                 |
| فیروزی               | بخش سرچهان شهرستان بوانات | فیروزی            | ۷۰۰            | ۱۲             | ۱۱           | ۷۰                  | ۶۰                  |
| قاسم‌آباد             | بخش سرچهان شهرستان بوانات | صادق‌آباد          | ۵۰۰            | ۱۸             | ۸            | ۰                   | ۱۵                  |
| قاسم‌آباد             | بخش سرچهان شهرستان بوانات | قاسم‌آباد          | ۱۰۰۰           | ۶۰             | ۲۰           | ۱۲۰                 | ۲۵۰                 |
| قلعه بیگ             | بخش سرچهان شهرستان بوانات | قلعه بیگ          | ۷۰۰            | ۱۸             | ۱۰           | ۱۵                  | ۳۰                  |
| قنات ابراهیم         | بخش سرچهان شهرستان بوانات | قنات ابراهیم      | ۲۵۰۰           | ۱۰۰            | ۴۵           | ۱۶۰                 | ۴۰۰                 |
| قنات سرخ             | بخش سرچهان شهرستان بوانات | قنات سرخ          | ۲۰۰۰           | ۸۰             | ۲۲           | ۱۰۰                 | ۲۰۰                 |
| قنات شگفتی           | بخش سرچهان شهرستان بوانات | حسین‌آباد          | ۳۰۰            | ۲۵             | ۱۵           | ۵                   | ۱۵۰                 |
| قنات گنجروتقی‌آباد    | بخش سرچهان شهرستان بوانات | روستا نامعلوم     | ۵۵۰            | ۳۵             | ۱۵           | ۱۵                  | ۶۰                  |
| لردویه               | بخش سرچهان شهرستان بوانات | سرچهان            | ۱۴۰۰           | ۳۰             | ۱۰           | ۳۰                  | ۴۰۰                 |
| محمودآباد            | بخش سرچهان شهرستان بوانات | اسماعیل‌آباد       | ۲۵۰            | ۲۵             | ۲۷           | ۱۵                  | ۳۰                  |
| محمودآباد دوقلو      | بخش سرچهان شهرستان بوانات | روستا نامعلوم     | ۱۰۰۰           | ۲۹             | ۱۰           | ۴۰                  | ۶۰                  |
| مهکسون               | بخش سرچهان شهرستان بوانات | مزرعه             | ۶۰۰            | ۲۵             | ۱۰           | ۴۵                  | ۲۴۰                 |
| مورمه                | بخش سرچهان شهرستان بوانات | صادق‌آباد          | ۶۰۰            | ۷۰             | ۲۰           | ۲۵                  | ۱۵۰                 |
| نه حبه أی            | بخش سرچهان شهرستان بوانات | گزخنک             | ۷۰۰            | ۵۰             | ۱۰           | ۲۵                  | ۱۵۰                 |
| نوکلهر               | بخش سرچهان شهرستان بوانات | کلهر              | ۲۰۰            | ۷              | ۰            | ۶                   | ۵۰                  |
| نویه                 | بخش سرچهان شهرستان بوانات | نویه              | ۳۰۰            | ۱۵۰            | ۱۵           | ۲۵۰                 | ۲۵۰                 |
| همابیدستانی سیدامینی | بخش سرچهان شهرستان بوانات | شاهرستم           | ۵۰             | ۲۰             | ۱۰           | ۲۵                  | ۳۰۰                 |
| پیرملا               | بخش سرچهان شهرستان بوانات | حسامی             | ۵۰۰            | ۵۰             | ۱۵           | ۸۰                  | ۵۰                  |
| چاه سبز              | بخش سرچهان شهرستان بوانات | کره أی            | ۸۰۰            | ۵۰             | ۶            | ۱۳۰                 | ۵۰۰                 |
| چاه محکی             | بخش سرچهان شهرستان بوانات | محکی              | ۴۰۰            | ۶              | ۱۰           | ۰                   | ۳۰                  |
| چرک                  | بخش سرچهان شهرستان بوانات | چرک گازه          | ۲۰۰۰           | ۷۰             | ۱۵           | ۱۴۰                 | ۲۰۰                 |
| چنارزاهدان           | بخش سرچهان شهرستان بوانات | چنارزاهدان        | ۲۵۰            | ۲۵             | ۲۵           | ۱۰۰                 | ۲۰۰                 |
| چنارویه              | بخش سرچهان شهرستان بوانات | چنارویه           | ۵۰۰            | ۱۰۰            | ۱۳           | ۲۰                  | ۲۰۰                 |
| چهارروده             | بخش سرچهان شهرستان بوانات | مزرعه             | ۴۰۰            | ۲۰             | ۷            | ۲۰                  | ۱۵۰                 |
| کت امیر              | بخش سرچهان شهرستان بوانات | مزرعه             | ۳۵۰            | ۱۵             | ۸            | ۱۳                  | ۴۵                  |
| کت سفیدو             | بخش سرچهان شهرستان بوانات | ابوتربه           | ۴۰۰            | ۰              | ۱۲           | ۷                   | ۱۵                  |
| کریزه                | بخش سرچهان شهرستان بوانات | توجردی            | ۱۰۰            | ۳              | ۶            | ۳۰۰                 | ۰                   |
| کهتویه               | بخش سرچهان شهرستان بوانات | حسامی             | ۲۵۰۰           | ۱۲۰            | ۱۸           | ۸۰                  | ۱۵۰                 |
| کهلر                 | بخش سرچهان شهرستان بوانات | کهلر              | ۷۵۰            | ۴۵             | ۱۵           | ۲۰                  | ۲۱۰                 |
| کوشک                 | بخش سرچهان شهرستان بوانات | مزرعه             | ۳۵۰            | ۱۸             | ۷            | ۴۵                  | ۲۴۰                 |
| گزخنک                | بخش سرچهان شهرستان بوانات | گزخنک             | ۸۰۰            | ۵۰             | ۱۰           | ۲۵                  | ۷۵                  |
| گورخری               | بخش سرچهان شهرستان بوانات | روستا نامعلوم     | ۵۰۰            | ۲۰             | ۱۵           | ۴۰                  | ۱۵                  |